# Toxabramis hotayensis
Toxabramis hotayensis är en fiskart som beskrevs av Nguyen 2001. Toxabramis hotayensis ingår i släktet Toxabramis och familjen karpfiskar. IUCN kategoriserar arten globalt som otillräckligt studerad. Inga underarter finns listade i Catalogue of Life.